# توكاماك DIII-D
توكاماك DIII-D هو آلة أندماج نووي تم تشغيله منذ أواخر الثمانينيات من قبل General Atomics (GA) في سان دييغو ، الولايات المتحدة الأمريكية ، لصالح وزارة الطاقة الأمريكية. يعتبر مشروع الاندماج الوطني DIII-D جزءًا من الجهد المستمر لتحقيق اندماج للبلازما محصور مغناطيسيًا . تتمثل مهمة برنامج أبحاث DIII-D في إنشاء الأساس العلمي لتحسين نهج توكاماك كبير لإنتاج طاقة الاندماج واستخدام تلك الطاقة سلميا.
تم بناء آلة DIII-D على أساس Doublet III السابق ، وهو الثالث في سلسلة من الآلات التي تم بناؤها في جنرال أتوميكس لتجربة آلات التوكاماك ذات المقاطع العرضية غير الدائرية للبلازما. أظهر هذا العمل أن بعض الأشكال قللت بشدة مجموعة متنوعة من عدم استقرار البلازما ، مما أدى إلى رفع ضغط البلازما وتحسين أدائها. تم تسمية الآلة DIII-D بهذا الاسم لأن البلازما تتشكل على غرار الحرف D ، وهو شكل يستخدم الآن على نطاق واسع في التصميمات الحديثة ، وقد أدى إلى فئة الآلات المعروفة باسم "التوكاماك المتقدمة". تتميز آلات التوكاماك المتقدمة بالتشغيل عند البلازما العالية من خلال تشكيل قوي للبلازما وامكانية التحكم النشط في عدم استقرار البلازما ، وتحقيق تيار الحالة المستقرة وتحقيق الضغط المطلوب التي تنتج احتباسًا عاليًا للبلازما والتوصل إلى كسب اندماج عالي (نسبة طاقة الاندماج المكتسبة إلى طاقة التشغيل) .
تجربة توكاماك DIII-D هي واحدة من تجربتين كبيرتين للاندماج المغناطيسي في الولايات المتحدة (الأخرى هي NSTX-U في مختبر PPPL ) بدعم من وزارة الطاقة الأمريكية ، مكتب العلوم. يركز البرنامج على البحث والتطوير لمتابعة عملية التوكاماك المتقدمة المستقرة ودعم تصميم وتشغيل تجربة ITER قيد الإنشاء الآن في فرنسا (من المفترض أن تنتج طاقة قدرها 500 ميجاواط). تم تصميم ITER لإثبات وجود بلازما مشتعلة ذاتيًا والتي ستنتج 10 أضعاف الطاقة من تفاعلات الاندماج التي تتطلبها لتشغيل المحطة.

## برنامج أبحاث DIII-D
يعد برنامج البحث لتوكاماك DIII-D تعاونًا دوليًا كبيرًا ، حيث يشارك أكثر من 600 مستخدم من أكثر من 100 مؤسسة. تقوم شركة جنرال أتوميكس بتشغيل المنشأة التي تتخذ من سان دييغو مقراً لها وهي تعمل لصالح وزارة الطاقة الأمريكية من خلال مكتب علوم الطاقة الاندماجية.
يهدف البحث في DIII-D إلى توضيح العمليات الفيزيائية الأساسية التي تحكم سلوك البلازما الممغنطة الساخنة ، وإنشاء أساس علمي لأجهزة البلازما التي تحترق في المستقبل ، في مثل مفاعل ITER. في النهاية ، الهدف هو استخدام هذه الخبرات لتطوير محطة طاقة اندماج تكون جذابة اقتصاديًا.
يتكون التوكاماك من غرفة فراغ حلقية محاطة بملفات مجال مغناطيسي تحتوي على البلازما وتشكلها. يتم إنشاء البلازما عن طريق تطبيق جهد لتوليد تيار كهربائي كبير (أكثر من مليون أمبير) في الغرفة. ويتم تسخين البلازما إلى درجات حرارة أعلى بعشر مرات من حرارة الشمس بواسطة ضخ مجموعة من الأشعة المحايدة عالية الطاقة والميكروويف. يتم قياس حالة البلازما باستخدام أجهزة تعتمد على الليزر المكثف وأفران الميكروويف وغيرها من طرق قياس البلازما الدقيقة.
تستكشف التجارب موضوعات مثل الحبس ، والأحداث العابرة ، وعادم الطاقة والجسيمات. يُستخدم آلة DIII-D أيضًا كتجربة لاختبار آليات مبتكرة لتسخين البلازما والتزويد بالوقود وتحسين التيار.

## التاريخ

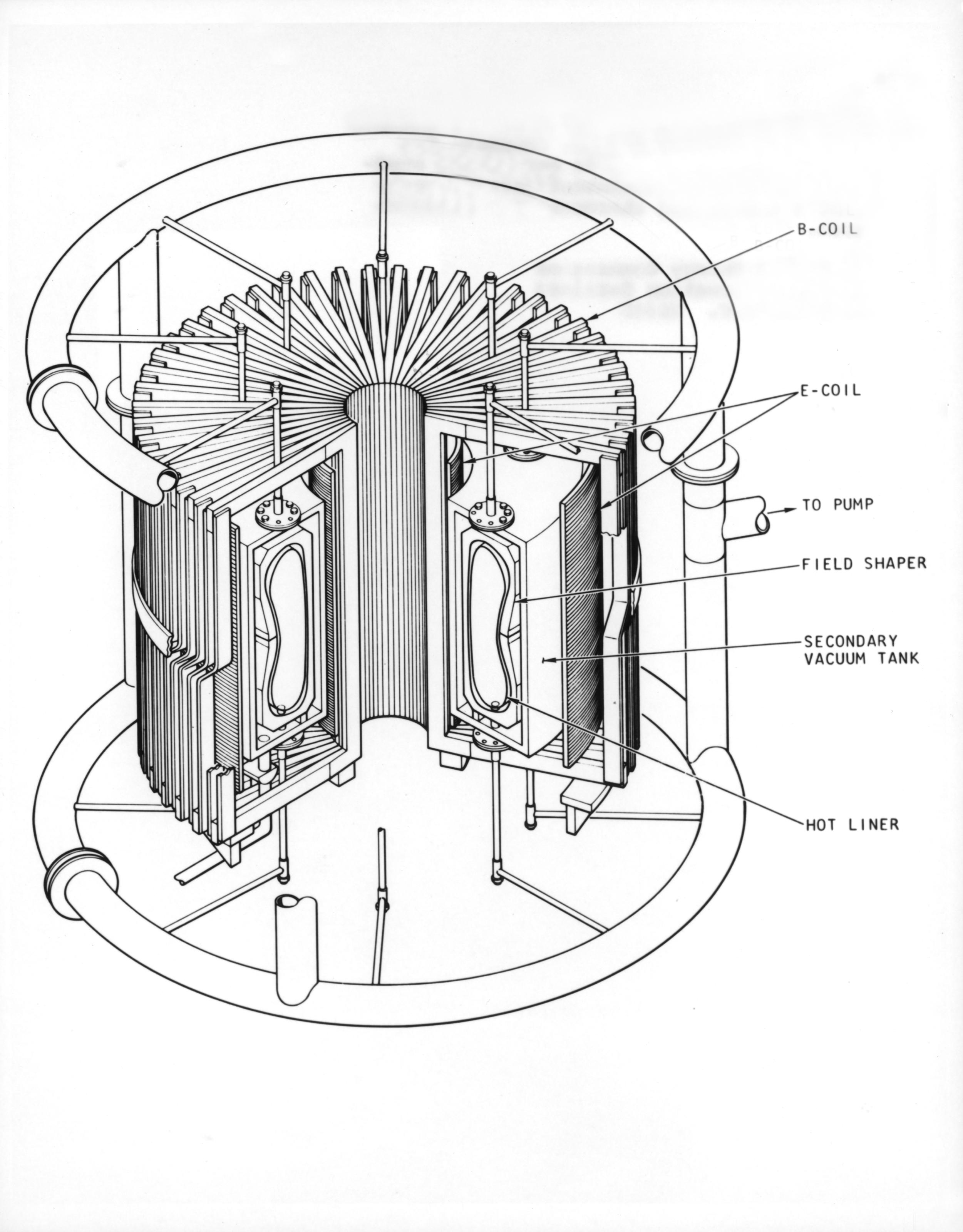
ترسم خطيطي لتجربة Doublet II

في مايو 1974 اختارت شركة AEC شركة جنرال أتوميكس لبناء تجربة الاندماج المغناطيسي Doublet III بناءً على نجاح تجارب الحبس المغناطيسي التي تحققت في تجربتي Doublet I و II السابقتين. وفي فبراير 1978 حققت تجربة الاندماج Doublet III أول عملية لها بالبلازما في جنرال أتوميكس. وتم تحسين الجهاز في وقت لاحق وإعادة تسميته DIII-D في عام 1986.
حقق برنامج DIII-D عدة معالم في تطوير الاندماج ، بما في ذلك التوصل إلى أعلى بلازما β (نسبة ضغط البلازما إلى الضغط المغناطيسي) التي تم تحقيقها في ذلك الوقت (في أوائل الثمانينيات) وكذلك أعلى تدفق نيوتروني (معدل اندماج) تم تحقيقه في ذلك الوقت ( أوائل التسعينيات). تشمل الاكتشافات العلمية الرئيسية التوصل إلى قمع التدفق المنفصمة للاضطراب في التسعينيات بالإضافة إلى آليات قمع وضعية الحواف السلبية للبلازما في العقد الأول من القرن الحادي والعشرين.
في عام 2021 أعلن البرنامج عن نهج تبريد حدودي محسّن ، واستبدال المحلول الغازي بمزيج من مسحوق البورون ونتريد البورون ومسحوق الليثيوم . أدى هذا إلى تبديد حرارة البلازما وحماية جدران المفاعل.

## المواصفات التقنية
- نصف القطر الأكبر         = 1.67 م (5 قدم 6 بوصة)
- نصف القطر الأصغر         = 0.67 م (2 قدم 2 بوصة)
- الحجم                =
- المجال                = 2.2{تسلا} (toroidal)
- التسخين              = 23 ميجاواط
- الطاقة                =
- زمن الانحصار                 =
- التيار     =   2.0 ميجا أمبير
- درجة الحرارة          = 1000000 كلفن -->
- وقت الإنشاء    =
- بدأ التشغيل = 1986
- لا زال يعمل = نعم
- التسمية السابقة =Doublet III

## أنظر أيضا
- منشأة اختبار شعاع محايد ITER
- مفاعل فيندلشتاين 7 إكس
- كوريا: تجربة متقدمة لتوكوماك فائق التوصيل
- توكاماك فائق التوصيل التجريبي المتقدم
- الة زد
- مختبرات سانيدا الوطنية
- اندماج بحصر القصور الذاتي
- اندماج نووي
- اختلال عند الحافة
- جنرال أتوميكس
- معمل برينستون لفيزياء البلازما
- توكاماك
- توكاماك كروي ميجا أمبير